# Thurlby by Newark
Thurlby lub Thurlby by Newark lub Thurlby by Lincoln – wieś i civil parish w Anglii, w Lincolnshire, w dystrykcie North Kesteven. W 2001 roku civil parish liczyła 88 mieszkańców. Thurlby jest wspomniana w Domesday Book (1086) jako Turolfbi/Turolve(s)bi/Turulfbi.